# Canal de l’Herrétang
Der Canal de l’Herrétang ist ein kleines Fließgewässer in Frankreich, das im Département Isère in der Region Auvergne-Rhône-Alpes verläuft. Er entspringt unter dem Namen Ruisseau de Grépy im Gemeindegebiet von La Sure en Chartreuse. Seine Quelle liegt im Chartreuse-Gebirge, an der Ostflanke des Bergmassivs Grande Sure (1920 m). Im Quellgebiet entwässert er zunächst nach Südwesten und wendet sich dann in nordöstliche Richtung. Er ändert nochmals seinen Namen auf Ruisseau de Merdaret und erreicht in seinem Unterlauf die sumpfige Schwemmebene der Flüsse Guiers und Guiers Vif mit ihren Naturschutzgebieten. Ab hier ist das Gewässer kanalisiert und trägt den Namen Canal de l’Herrétang. Der Kanal mündet sodann nach insgesamt rund 18 Kilometern im Gemeindegebiet von Entre-deux-Guiers als linker Nebenfluss in den Guiers. In seinem kompletten Verlauf durchquert er den Regionalen Naturpark Chartreuse.

## Orte am Fluss
(Reihenfolge in Fließrichtung)
- La Placette, Gemeinde La Sure en Chartreuse
- Saint-Julien-de-Raz, Gemeinde La Sure en Chartreuse
- Saint-Joseph-de-Rivière
- Saint-Laurent-du-Pont